# Christoph Schönborn

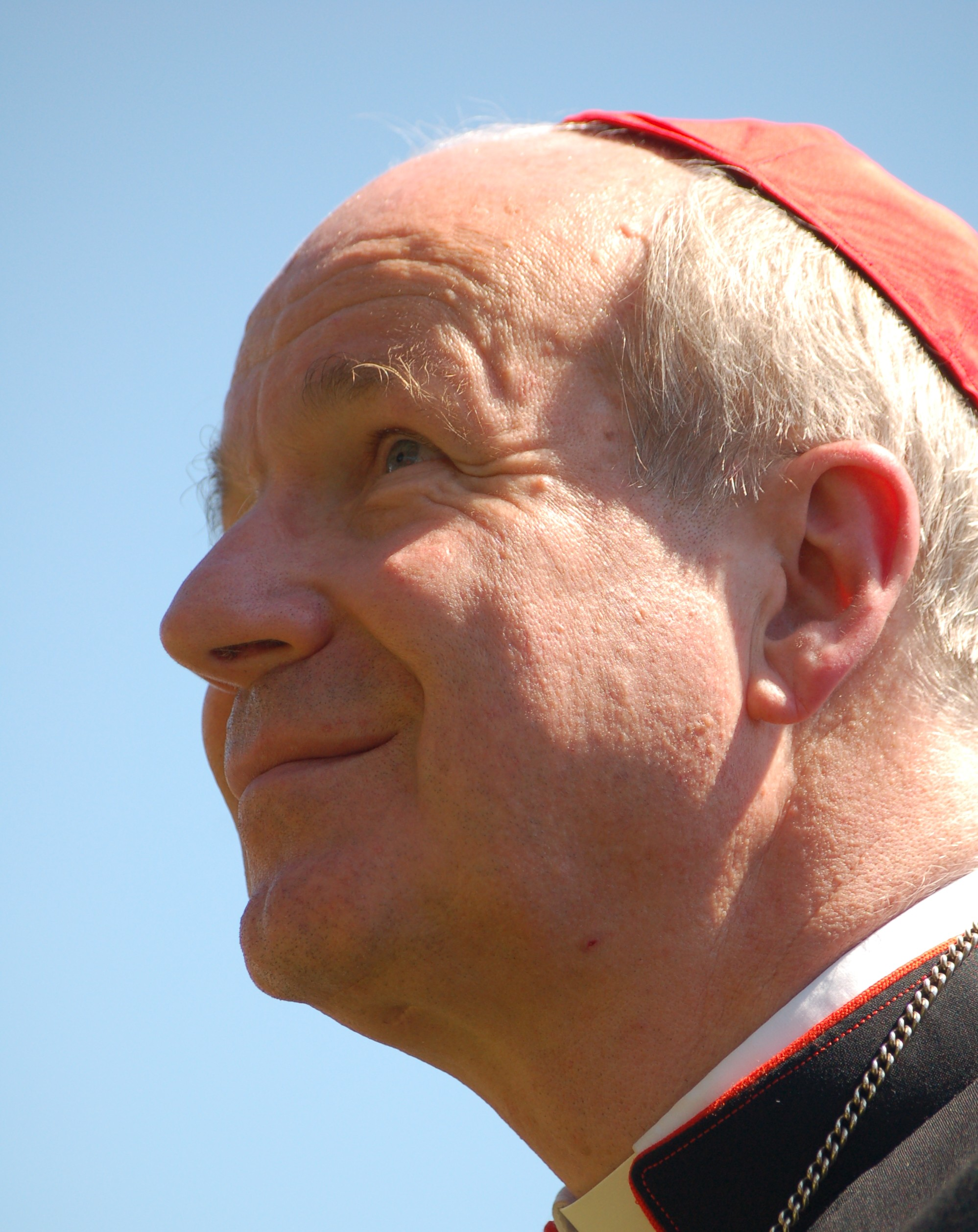
Christoph Schönborn

Christoph Schönborn OP (născut Christoph Maria Michael Hugo Damian Peter Adalbert Schönborn; n. 22 ianuarie 1945, Vlastislav⁠(d), Ústí nad Labem, Cehia) este arhiepiscopul mitropolit al Arhidiecezei de Viena (din 1995) și cardinal (din 1998).

## Viața
Familia sa a fost alungată din Cehia la scurt timp după nașterea sa. A crescut în Austria. După bacalaureat (1963) a intrat în ordinul dominican. A studiat  teologia și filosofia la Viena și Paris. Arhiepiscopul Vienei, cardinalul Franz König, l-a hirotonit preot la Viena în data de 27 decembrie 1970. 
Din 1975 a predat dogmatica, iar din 1978 teologia răsăritului creștin.
În anul 1980 a devenit membru al Comisiei Teologice Internaționale a Sfântului Scaun. Papa Ioan Paul al II-lea l-a numit în 1991 episcop auxiliar al Vienei. În 1995 a devenit episcop coadjutor. În același an, după retragerea predecesorului său, a devenit arhiepiscop al Vienei.
În anul 1998 papa Ioan Paul al II-lea l-a ridicat la demnitatea cardinal.
Este expert în teologie răsăriteană, membru al Congregației pentru Bisericile Orientale și al Congregației pentru Doctrina Credinței de la Vatican. De asemenea membru al Comisiei Mixte de Dialog Teologic Catolic-Ortodox, din anul 2005.

## Relațiile cu România
Pe 29 ianuarie 2006 președintele României i-a înmânat la Palatul Cotroceni ordinul Serviciul Credincios în grad de Mare Cruce, acordat în anul 2005. Pe 16 mai 2006 cardinalul Schönborn l-a vizitat pe președintele Traian Băsescu în spitalul din Viena, unde acesta se afla internat.
În ziua de 29 octombrie 2007 i-a fost acordat titlul de doctor honoris causa al Universității Lucian Blaga din Sibiu, iar pe 30 octombrie 2007 i-a fost decernat titlul de doctor honoris causa al Universității Babeș-Bolyai din Cluj.
În data de 21 mai 2012 i-a fost conferit titlul de doctor honoris causa din partea Universității Alexandru Ioan Cuza din Iași, în prezența mitropolitului Teofan Savu.

## Relațiile cu Ucraina
În anul 2014 a fost trimisul special al papei Francisc la Kiev, la ceremoniile organizate cu ocazia împlinirii a 25 de ani de la legalizarea Bisericii Greco-Catolice din Ucraina. În data de 10 decembrie 2014 a avut o întrevedere cu premierul Arseni Iațeniuk, care i-a mulțumit pentru sprijinul acordat Ucrainei.

## Scrieri
- Sophrone de Jérusalem. Vie monastique et confession dogmatique (teză de doctorat), Paris 1972,
- Die charismatische Erneuerung und die Kirchen, Regensburg 1977,
- Die Christus-Ikone. Eine theologische Hinführung, Schaffhausen 1984 (reed. Wien 1998),
- Einheit im Glauben, Einsiedeln 1984,
- Existenz im Übergang. Pilgerschaft, Reinkarnation, Vergöttlichung, Einsiedeln 1987,
- Zur kirchlichen Erbsündenlehre. Stellungnahmen zu einer brennenden Frage, Freiburg im Brsg. 1991,
- Herzstücke unseres Glaubens. Das "Credo" im Katechismus der Katholischen Kirche, Wien 1994,
- Quellen unseres Glaubens. Liturgie und Sakramente im Katechismus der Katholischen Kirche, Wien 1996,
- Gott sandte seinen Sohn. Christologie, Paderborn 2002,
- Mein Jesus. Gedanken zum Evangelium, Wien 2002.